# Марко Фічера
Марко Фічера (італ. Marco Fichera; нар. 15 квітня 1993 року, Ачиреале, Сицилія, Італія) — італійський фехтувальник (шпага), срібний призер Олімпійських ігор 2016 року в командній шпазі, бронзовий призер Європейських ігор 2015.

## Виступи на Олімпіадах
| Олімпіада           | Дисципліна          | Місце |
| ------------------- | ------------------- | ----- |
| Ріо-де-Жанейро 2016 | індивідуальна шпага | 26    |
| Ріо-де-Жанейро 2016 | командна шпага      | 2     |
| Токіо 2020          | індивідуальна шпага | 23    |
| Токіо 2020          | командна шпага      | 7     |